# Juan Carlos Espinoza
Juan Carlos Espinoza Cezar (ur. 8 września 1990) – ekwadorski zapaśnik walczący w obu stylach. Zajął piętnaste miejsce na mistrzostwach panamerykańskich w 2011. Brązowy medalista igrzysk Ameryki Południowej w 2014, a także igrzysk boliwaryjskich w 2013 roku.